# Torres Torres
Torres Torres é um município da Espanha na província de Valência, Comunidade Valenciana. Tem 11,8 km² de área e em 2021 tinha 672 habitantes (densidade: 56,9 hab./km²).

## Demografia
| Variação demográfica do município entre 1991 e 2004 | Variação demográfica do município entre 1991 e 2004 | Variação demográfica do município entre 1991 e 2004 | Variação demográfica do município entre 1991 e 2004 |
| --------------------------------------------------- | --------------------------------------------------- | --------------------------------------------------- | --------------------------------------------------- |
| 1991                                                | 1996                                                | 2001                                                | 2004                                                |
| 379                                                 | 417                                                 | 443                                                 | 492                                                 |